# Coleophora aularia
Coleophora aularia é uma espécie de mariposa do gênero Coleophora pertencente à família Coleophoridae.